# 愛を眠らせて
「愛を眠らせて」（あいをねむらせて）は、1979年4月21日に発売された浜田省吾の6枚目のシングル。

## 概要
4枚目のアルバム『MIND SCREEN』の先行シングルとしてリリースされた。
ジャケットは、アルバム『MIND SCREEN』と全く同じである。
A面の「愛を眠らせて」は、和田アキ子に提供した「愛して」（朝日放送系ドラマ『翔べ! 必殺うらごろし』主題歌）の歌詞違いヴァージョン。
B面の「片想い」は、前年にリリースされた3rdアルバム『Illumination』からのシングルカット。

## 収録曲
| 全作曲: 浜田省吾、全編曲: 水谷公生。 |                  |           |            |      |
| #                                    | タイトル         | 作詞      | 作曲・編曲 | 時間 |
| 1.                                   | 「愛を眠らせて」 | 三浦徳子  | 浜田省吾   | 3:55 |
| 2.                                   | 「片想い」       | 浜田省吾  | 浜田省吾   | 4:27 |
| 合計時間:                            | 合計時間:        | 合計時間: | 8:22       |      |

## 収録作品
| 曲名         | タイトル                                | 発売日        | 備考                                               |
| ------------ | --------------------------------------- | ------------- | -------------------------------------------------- |
| 愛を眠らせて | MIND SCREEN                             | 1979年5月21日 |                                                    |
| 片想い       | Illumination                            | 1978年9月21日 |                                                    |
| 片想い       | SLOW DOWN                               | 1980年8月1日  | カセットテープとMDのみでの発売のため、現在は廃盤。 |
| 片想い       | Sand Castle                             | 1983年12月1日 | セルフカバーアルバム                               |
| 片想い       | The History of Shogo Hamada "Since1975" | 2000年11月8日 | ベスト・アルバム                                   |
| 片想い       | ON THE ROAD 2011 "The Last Weekend"     | 2012年9月19日 | ライブヴァージョン                                 |

| 曲名         | タイトル                                      | 発売日        | 備考                                                                      |
| ------------ | --------------------------------------------- | ------------- | ------------------------------------------------------------------------- |
| 愛を眠らせて | SHOGO HAMADA Visual Collection "FLASH&SHADOW" | 2005年8月31日 | Disc.1のエクストラメニュー「CD EXTRA DIGEST」に一部のみ収録。             |
| 片想い       | ON THE ROAD "FILMS"                           | 1989年5月21日 | 1989年1月26日に名古屋レインボーホールで開催されたコンサートの模様を収録。 |
| 片想い       | ON THE ROAD 2022 LIVE at 武道館               | 2022年7月6日  | 2022年1月6日と7日に日本武道館で開催されたコンサートの模様を収録。         |

## カバー
片想い
- 西城秀樹（1984年、西城秀樹リサイタル 芝・郵便貯金ホール）
- 松本人志（『ダウンタウンのごっつええ感じ』でのコントで松本扮するキャシィ塚本が歌うシーンがある）
- 丸山圭子（1984年、シングル「片想い」に収録）
- 沢田知可子（1993年、アルバム『UTATANE』に収録）
- 高橋美紀（2000年、アルバム『ミレニアム・シリーズ タイムカプセルVol.4 〜「ドキッ」をありがとう〜』に収録）
- 中西圭三（2002年、カバーアルバム『結晶』に収録）
- 坂本冬美（2009年、カバーアルバム『Love Songs 〜また君に恋してる〜』に収録）
- 石井聖子（2013年、アルバム『When a woman loves a man 〜女が男を愛するとき〜』に収録）